# Hugo Bergmann
Hugo Bergman (Praga, 25 dicembre 1883 – Gerusalemme, 18 giugno 1975) è stato un filosofo israeliano.

## Biografia
Hugo Samuel Bergmann è nato e cresciuto a Praga che all'epoca faceva parte dell'Impero austro-ungarico. 
Era membro dell'intellighenzia praghese che frequentava il salotto che si riuniva a casa di Berta Fanta della quale Bergmann sposò la figlia Else.
Bergman e sua moglie emigrarono in Palestina nel 1920  e vissero in Rehavia nei pressi di Gerusalemme.
Bergmann fu direttore della Biblioteca Nazionale Ebraica tra il 1920 e il 1935. Fece venire dalla Germania Gershom Scholem per dirigere la sezione di Giudaica.
Con Martin Buber fondò Brit Shalom, un'organizzazione che sosteneva una soluzione binazionale per promuovere la coesistenza di ebrei e arabi nello Stato di Israele.
Bergmann è il padre di Martin S. Bergmann, professore di psicologia alla New York University, zio del filosofo e storico ceco Pavel Bergmann e nonno del regista, scrittore e produttore americano Michael Bergmann.

## Carriera accademica
Divenne professore all'Università Ebraica di Gerusalemme e in seguito rettore dell'università. Fu amico di Franz Kafka, del filosofo Felix Weltsch, che in seguito lavorò alla Biblioteca nazionale di Israele, e di Max Brod, che avvicinò al sionismo prima del 1910.
Scrisse sulla natura della meccanica quantistica e della causalità. Interpretava la spontaneità della natura con l'idea psicologica che quanto più ci avviciniamo agli elementi della natura o alle componenti dell'individuo, tanto meno è sostenibile un rigido determinismo causale e tanto più libertà dobbiamo concedere agli elementi personali decisivi:
Ha tradotto in ebraico diversi libri di Rudolf Steiner sulla Tripartizione dell'Organismo sociale.

## Premi e riconoscimenti
Bergmann ha ricevuto due volte il Premio Israele nel 1954, per le discipline umanistiche
e nel 1974 per il suo speciale contributo alla società e allo Stato di Israele.
È stato insignito del premio Yakir Yerushalayim (Cittadino degno di Gerusalemme) nel 1967, anno di inaugurazione del premio.